# Antoni Piwowarczyk (żołnierz)
Antoni Piwowarczyk ps. „Wąsowicz” (ur. 15 września 1910 w Kornicy, zm. 26 września 2009 w Warszawie) – żołnierz Batalionów Chłopskich, generał brygady Wojska Polskiego (2008).

## Życiorys

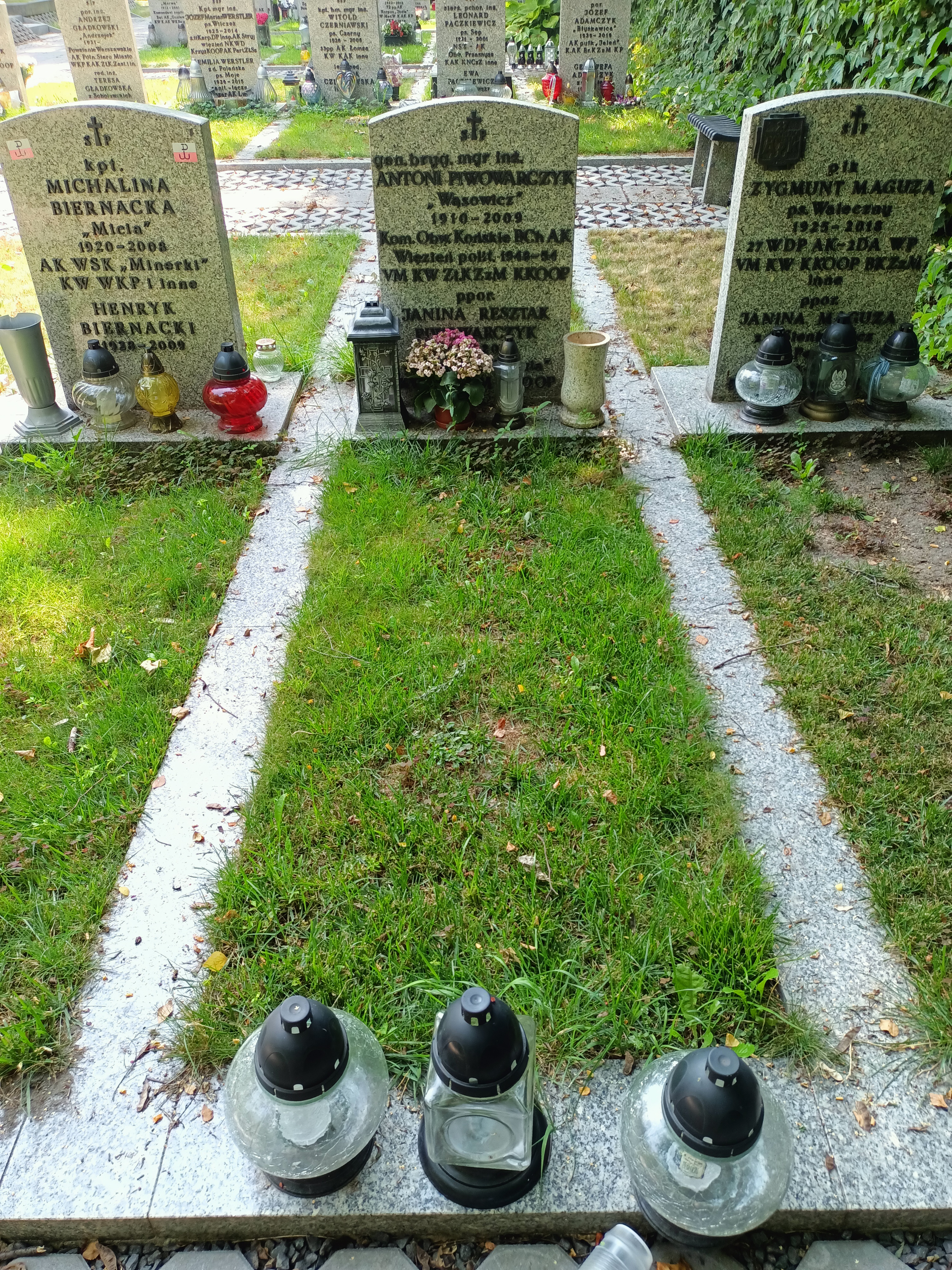
Grób Antoniego Piwowarczyka na Cmentarzu Wojskowym na Powązkach

Urodził się 15 września 1910 w Kornicy koło Końskich. Przed wybuchem II wojny światowej był oficerem WP i we wrześniu 1939 walczył w obronie Twierdzy Modlin. Po kampanii wrześniowej rozpoczął działalność konspiracyjną, tworząc oddział Batalionów Chłopskich w Okręgu Kielce. Po bezkonfliktowym połączeniu w 1943 swojego oddziału z Armią Krajową został zastępcą komendanta Obwodu Armii Krajowej – Końskie.
Na przełomie lat 1943 i 1944 współtworzył tajny Uniwersytet Ludowy w Kornicy. Po wojnie brał udział w odbudowie kraju jako działacz gospodarczy (Dyrektor Spółdzielni Rolniczo-Handlowej) i polityczny (Prezes Zarządu PSL w Końskich). Za wspieranie Polskiego Stronnictwa Ludowego Mikołajczyka został uwięziony za „wewnętrzną działalność szpiegowską”. Uwięziony w latach 1948–1954, zrehabilitowany w 1959.
Był zdeklarowanym krytykiem działalności majora „Hubala” Dobrzańskiego, którego obwiniał o śmierć ponad 700 mężczyzn z okolic Końskich zamordowanych przez Niemców na przełomie marca i kwietnia 1940 za pomoc okazaną „Hubalowi”. Znany także był z przedstawiania wojny nie jako „przygody życia”, a jako zła.
W 1990 Piwowarczyk uzyskał Honorowe Obywatelstwo Gminy Końskie za zasługi i wkład w dzieje Konecczyzny. Postanowieniem prezydenta Lecha Kaczyńskiego z 1 sierpnia 2008 roku pułkownik Piwowarczyk awansowany został z listy weteranów II wojny światowej do stopnia generała brygady, a szlify generalskie odebrał 15 sierpnia w dniu obchodów święta Wojska Polskiego. Odznaczony Srebrnym Krzyżem Orderu Virtuti Militari, Krzyżem Walecznych, Krzyżem Armii Krajowej i Srebrnym Krzyżem Zasługi z Mieczami.
Zmarł 26 września 2009 w Warszawie, a państwowy pogrzeb miał miejsce 5 października 2009 na warszawskich Powązkach.
31 lipca 2011 roku na cmentarzu w Końskich została wmurowana pamiątkowa tablica upamiętniająca gen. Piwowarczyka.